# Łuna 19
Łuna 19 (ros. Луна 19, tłum. Księżyc 19) – radziecka bezzałogowa sonda kosmiczna wystrzelona w ramach programu Łuna.

## Przebieg misji
Sonda została wystrzelona 28 września 1971 roku z kosmodromu Bajkonur w Kazachstanie. Po wejściu na orbitę wokółksiężycową realizowała program badań naukowych. W czasie lotu wokół Księżyca trzykrotnie przeprowadzono korektę orbity. 3 października 1972 Związek Radziecki ogłosił, że misja zbliża się do końca ze względu na zużycie systemów pokładowych spowodowane wiekiem i wpływem środowiska kosmicznego, oraz wyczerpywanie się paliwa systemu kontroli wysokości.